# Energia de limiar de fotoemissão

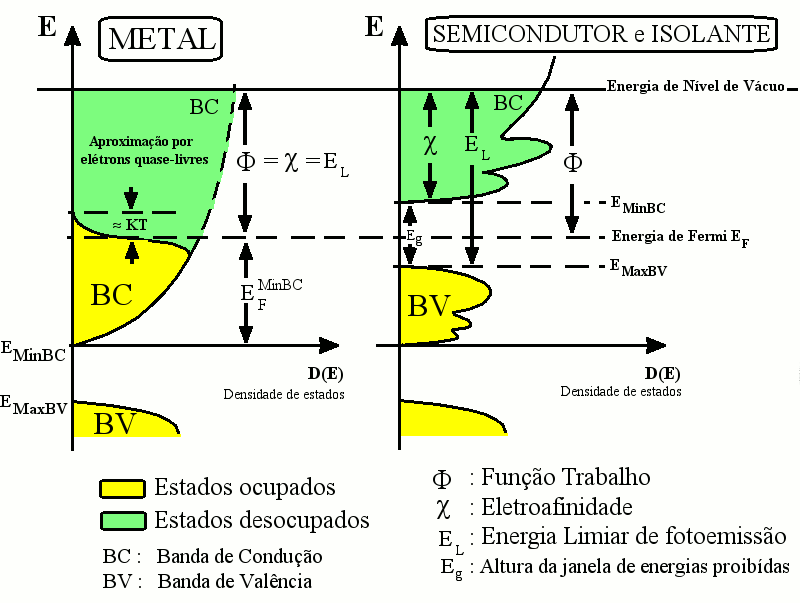
Principais energias em estrutura de bandas para sólidos cristalinos.

Há um limite máximo de energia cinética Ecin na qual elétrons fotoemitidos podem ser
detectados em espectos oriundos de técnicas de espectroscopia eletrônica. Os elétrons mais energéticos emitidos pela amostra provêm, em acordo com a equação fundamental de fotoemissão, dos níveis com menores energias de ligação ocupados dentro da amostra, e mantêm relação direta com a densidade de estados associada a estes níveis.
A energia de limiar de emissão (ET ou EL), muitas vezes chamada de energia de ionização do material (I),

refere-se ao módulo da energia dos elétrons mais energéticos detectáveis

em espectros de fotoemissão quando ainda não excitados e dentro do sólido, medida em referência ao nível de vácuo.
Outra forma de se definir energia de limiar de fotoemissão é dizer que esta corresponde à mínima energia {\displaystyle \hbar \omega } que um fóton deve ter para conseguir arrancar elétrons da amostra, produzindo então uma corrente de fotoemissão.
Em semicondutores, onde o número de elétrons na banda de condução é mínimo à temperatura ambiente, não sendo estes detectáveis em espectros de fotoemissão, os elétrons mais energéticos detectáveis correspondem aos elétrons no topo da banda de valência. Em metais, os elétrons mais energéticos têm energias que excedem a energia de Fermi em um valor igual à energia térmica por eles ganha, geralmente aceita, em média, como sendo a metade do valor  KB T. Para T = 300K, KBT = 0,025eV, muito aquém da resolução mínima do nosso espectrômetro de fotoelétrons.
Do exposto, define-se o limiar de fotoemissão ET como sendo a soma da eletroafinidade X e a largura da janela de energias proibidas Eg (gap):
ET = X + Eg
Como em semicondutores a eletroafinidade X localiza a energia EMBC do mínimo da banda de condução em relação à energia de vácuo Ev (ver figura), e a energia Eg corresponde à distância em energia entre o mínimo da banda de condução e o máximo da banda de valência, o limiar de fotoemissão localiza a posição do topo da banda de valência em relação ao nível de vácuo. Em metais, não há faixa proibida acima dos níveis mais energéticos ocupados na banda
de valência, pois esta banda encontra-se semipreenchida. Assim sendo, o limiar de fotoemissão corresponde à energia de Fermi do referido metal, dado que X = {\displaystyle \Phi } nos metais.
Assim:
ET = X + Eg = -EvMBV para semicondutores e isolantes, e
ET = X = {\displaystyle \Phi }                          para os metais.